# Silvano d'Orba
Silvano d'Orba là một đô thị ở tỉnh Alessandria trong vùng Piedmont của Italia, có vị trí cách khoảng 90 km về phía đông nam của Torino và khoảng 25 km về phía nam của Alessandria. Tại thời điểm ngày 31 tháng 12 năm 2004, đô thị này có dân số 1.856 người và diện tích là 12,1 km².
Đô thị Silvano d'Orba có các frazioni (các đơn vị cấp dưới, chủ yếu là các làng) Valle Cochi, Pieve, Bacchetti, Guastarina, Pagliara, Villa, Milanesi, Setteventi, Ravino, Bolla, Pagliaccia, Bordini, Pianterasso, Bessica, Prieto, Castagnola, Caraffa, và Passada.
Silvano d'Orba giáp các đô thị: Capriata d'Orba, Castelletto d'Orba, Lerma, Ovada, Rocca Grimalda, và Tagliolo Monferrato.